# Editoriale Scientifica
Editoriale Scientifica è una casa editrice italiana fondata a Napoli nel 1975, specializzata nelle pubblicazioni destinate alla formazione universitaria e post universitaria, nonché a ricerche di studiosi in diverse discipline.
È uno degli editori di riferimento dell'Università Suor Orsola Benincasa, grazie alla quale ha pubblicato anche prestigiose lectio magistralis di alcuni dei più insigni studiosi contemporanei.
Principalmente pubblica opere riguardanti il settore giuridico, economico e delle comunicazioni, ma negli ultimi anni si è estesa anche a diversi campi come arte, filosofia, geografia, linguistica, musica, narrativa, psicologia, sociologia e storia. La casa editrice è riconosciuta come medio editore, in quanto produce fra 11 e 50 opere l'anno; tuttavia, negli ultimi tre anni si conta una media di settanta nuovi titoli all'anno.

## Storia
Fondata a Napoli nel 1975 dalla famiglia De Dominicis, l'Editoriale Scientifica nasce specializzata in alcuni settori giuridici come il Diritto Internazionale, il Diritto Comunitario, il Diritto Amministrativo, il Diritto Costituzionale, il Diritto Romano, il Diritto del Lavoro, e la Filosofia del Diritto. Dagli anni Novanta ad oggi, la casa editrice ha ampliato la propria offerta creando nuove collane e abbracciando ulteriori campi.
Successivamente l'Editoriale Scientifica ha aperto a nuovi temi di ricerca, creando la collana di Scienze delle comunicazioni diretta da R. Cordeschi, A. Elia, A. Piromallo, nonché una collana "Crociana” nella quale vengono raccolti scritti del pensiero di Benedetto Croce, diretta dai professori P. Craveri, F. De Sanctis e G. Galasso.
Negli ultimi anni l'Editoriale Scientifica ha creato una nuova collana dedicata agli studi organizzativi ed economico manageriali diretta da Luigi Maria Sicca. Molte opere della casa editrice sono state tradotte in lingua inglese, francese, spagnola e slovena.

## Materie
- Arte
- Comunicazioni
- Demografia e statistica
- Diritto
- Discipline dello spettacolo
- Economia
- Filosofia
- Genetica
- Geografia
- Geopolitica
- Linguistica
- Musica
- Narrativa
- Organizzazione
- Pedagogia
- Poesia
- Psicologia
- Sociologia
- Storia
- Urbanistica
- Varie

## Collane
- Collane di diritto
- Collane di economia
- Collane di scienze politiche
- Collane di storia e cultura
- Fuori collana
- Libri in lingua straniera